# Gurlspitze
Die Gurlspitze befindet sich in den Salzkammergut Bergen, wobei am pyramidenförmigen Aufbau die Gemeinden Elsbethen und Koppl, südliche bzw. östliche Vororte der Stadt Salzburg, sowie Ebenau Anteil haben. Mit einer Höhe von 1158 m ist der Berg eine der höchsten Erhebungen aller drei Gemeinden, wobei der Gipfel genau am Grenzpunkt von Elsbethen, Koppl und Ebenau liegt. Hier wurde 2003 ein neues Gipfelkreuz sowie ein „Erste-Hilfe-Kasten“ mit hochprozentigen Getränken errichtet.
Nördlich der Gurlspitze befindet sich der Gaisberg.

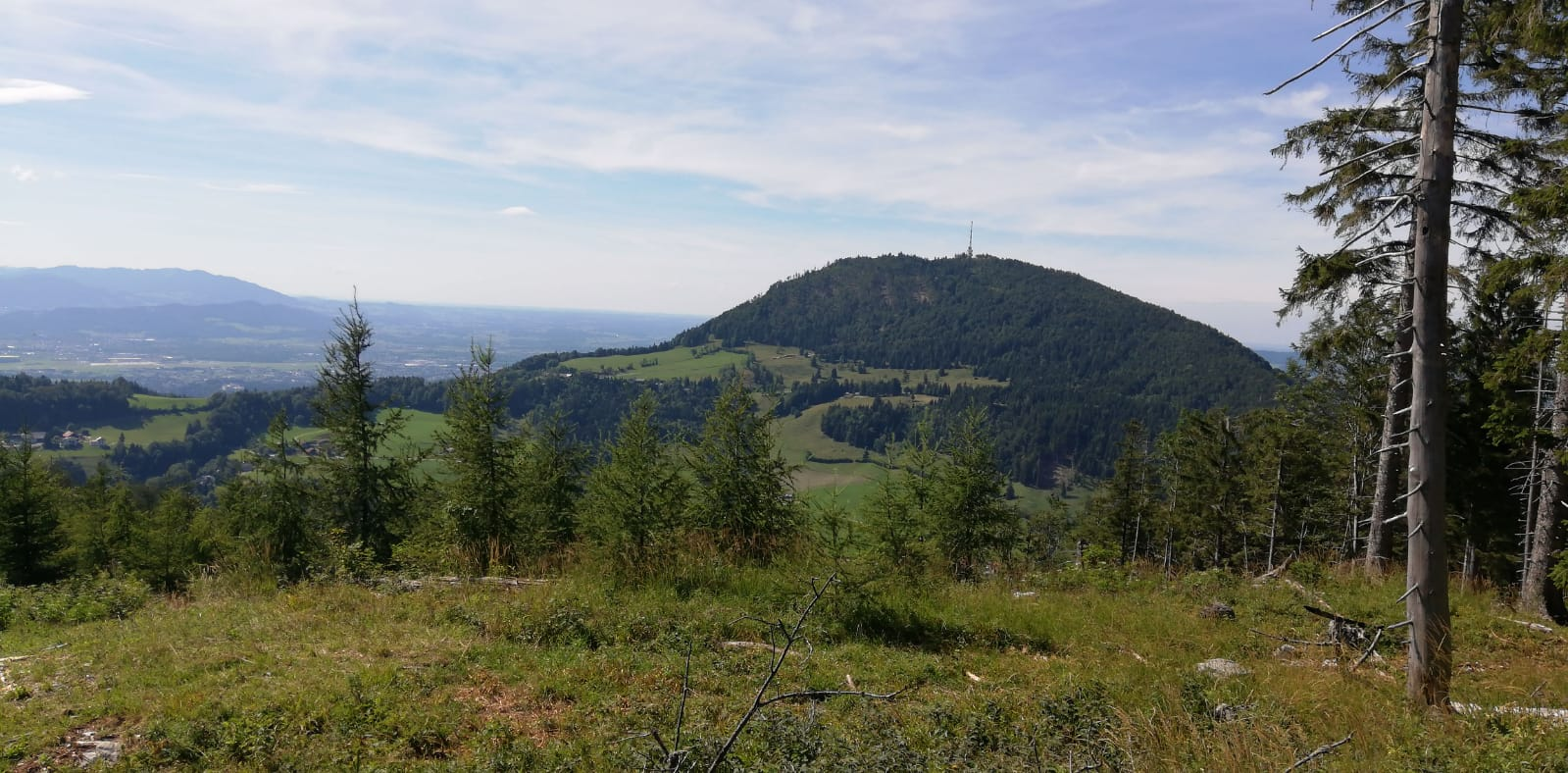
Gaisberg von der Gurlspitze aus gesehen